# Mikolas Josef
Mikolas Josef, född 4 oktober 1995 i Prag, är en tjeckisk sångare, låtskrivare, musikproducent, musikvideo-regissör och koreograf.
Han representerade Tjeckien i Eurovision Song Contest 2018 i Lissabon i Portugal med låten "Lie to Me". Han slutade på sjätteplats i finalen. I april 2018 skrev han ett globalt kontrakt med RCA Records och Sony Music.

## Biografi
Josef är halv-mährisk och växte upp i en liten by i centrala Böhmen.

### Musikkarriär
Josef kontaktades för att representera Tjeckien i Eurovision Song Contest 2017 med låten "My Turn", men tackade nej till erbjudandet eftersom han inte trodde att låten passade honom. År 2017 släppte Josef singeln "Lie to Me". Han bekräftade senare att låten skulle tävla i den tjeckiska nationella finalen till Eurovision Song Contest 2018 i Lissabon. "Lie to Me" vann senare den nationella finalen och fick representera Tjeckien i Eurovision Song Contest 2018. I ESC tog låten sig vidare från semifinalen och slutade senare på sjätteplats i finalen. Detta är Tjeckiens bästa placering någonsin i tävlingen.
I april 2018 skrev han på en internationell överenskommelse med Sony Music och RCA Records.